# Vivian Cheruiyot
Vivian Cheruiyot, född den 11 september 1983 i Keiyo, är en kenyansk friidrottare som tävlar i medel- och långdistanslöpning.
Cheruiyot blev 2001 som junior afrikansk mästare på 5 000 meter och slutade 2002 trea vid VM för juniorer på samma distans. Hennes första internationella mästerskap som senior blev VM 2007 i Osaka där hon blev silvermedaljör slagen endast av etiopiskan Meseret Defar. På IAAF World Athletics Final 2007 slutade hon på andra plats på 3 000 meter återigen slagen av Defar men vann 5 000 meter. 
Hon deltog vid Olympiska sommarspelen 2008 i Peking på 5000 meter och slutade där på femte plats. 
Vid VM 2009 i Berlin vann hon guld på 5000 meter på tiden 14.57,97. Hon avslutade friidrottsåret med att bli tvåa på 3000 meter och trea på 5000 meter vid IAAF World Athletics Final 2009.
Vid VM 2011 i Daegu vann hon guldmedaljerna på 10 000 meter (på personbästa 30.48,98) och 5 000 meter (14.55,36).

## Personliga rekord
Rekorden nedan är giltiga per 3 december 2011.
- 3 000 meter – 8.28,66 i Stuttgart 2007.
- 5 000 meter – 14.20,87 i Stockholm 2011.
- 10 000 meter – 29.32,53 i Rio de Janeiro 2016.